# Première dame des États-Unis
Première dame des États-Unis (en anglais : First Lady of the United States of America ou simplement First Lady, parfois abrégé par l'acronyme FLOTUS) est le titre non officiel donné à l'hôtesse de la Maison-Blanche. Cette fonction étant traditionnellement occupée par la conjointe du président des États-Unis, le titre est souvent pris pour qualifier l'épouse du président en place. Cependant plusieurs femmes qui n'étaient pas l'épouse du président ont servi comme First Lady lorsque le président était célibataire ou veuf ou quand l'épouse de ce dernier était dans l'incapacité de remplir le rôle de Première dame. Dans ces cas, le poste est occupé par une femme parente ou amie du président. On parle alors aussi d'« hôtesse de la Maison-Blanche » (« White House hostess »).
L'actuelle Première dame est Melania Trump, épouse de Donald Trump. Actuellement, quatre anciennes Premières dames sont toujours en vie : Hillary Clinton, épouse de Bill Clinton, Laura Bush, épouse de George W. Bush, Michelle Obama, épouse de Barack Obama, et Jill Biden, épouse de Joe Biden.

## Origines du titre

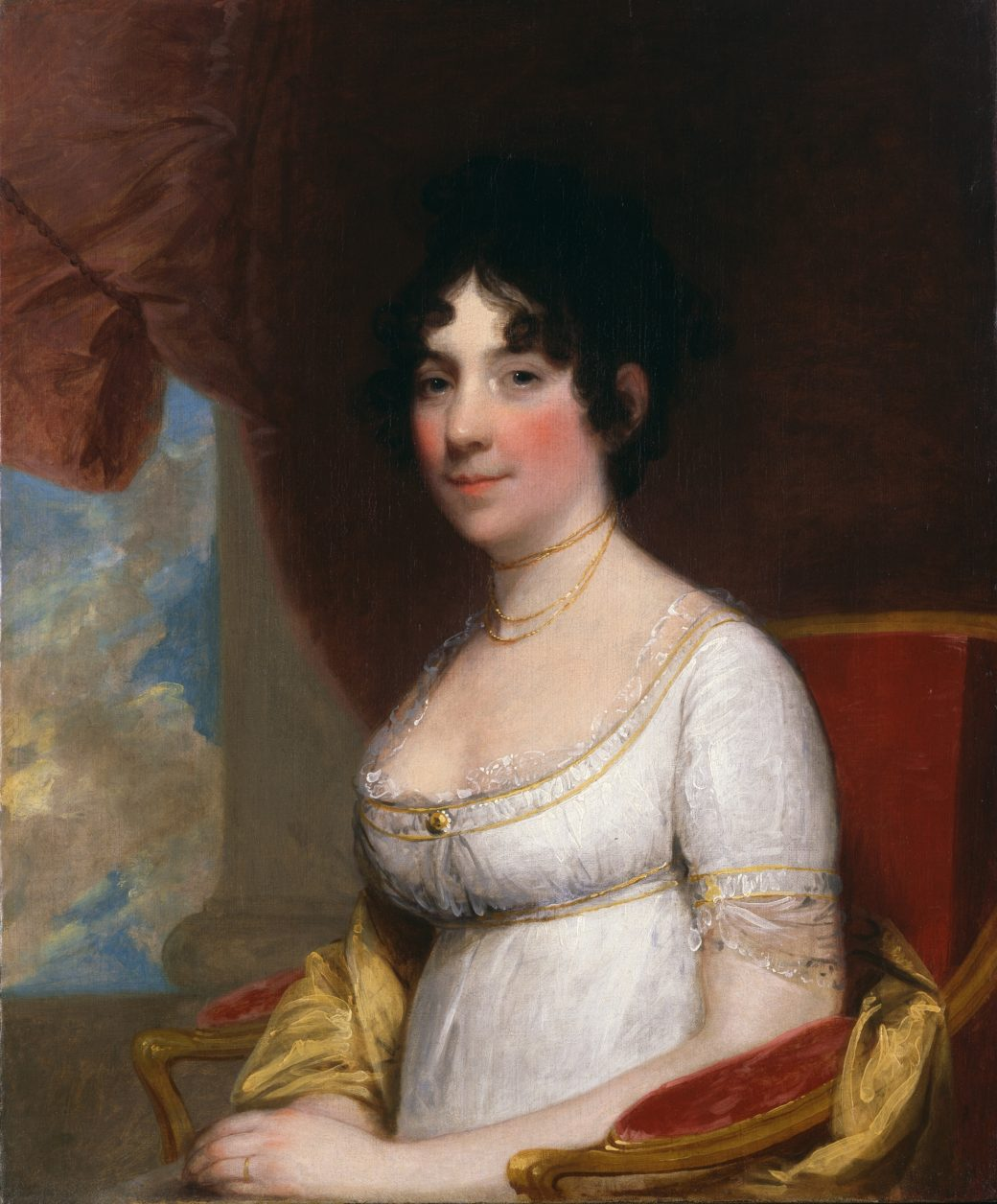
Dolley Madison fut la première épouse d'un président à avoir été appelée « Première dame » à ses funérailles en 1849.

L'emploi du titre de Première dame pour désigner l'épouse ou l'hôtesse d'un gouvernant commença aux États-Unis. Dans les premières années, il n'existait pas de titre universellement accepté pour la femme du président. La plupart des Premières dames exprimèrent leur préférence sur la manière de s'adresser à elle ; les titres de « dame » et de « Mme la présidente » ont été employés tandis que l'on désignait souvent Martha Washington par le nom de « Lady Washington ».

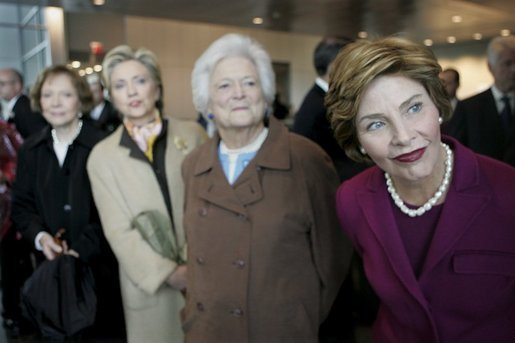
Anciennes Premières dames (de gauche à droite) Rosalynn Carter, Hillary Clinton, Barbara Bush et Laura Bush lors de l'inauguration du William J. Clinton Presidential Center and Park en 2004.

La légende voudrait que Dolley Madison fût qualifiée de « Première dame » lors de son éloge funèbre lue par le président Zachary Taylor. Cependant il n'existe aucun enregistrement écrit de cet éloge. Peu après 1849, le titre commença à être utilisé dans les cercles de Washington, D.C.. La plus ancienne mention écrite de ce titre date du 3 novembre 1863 dans le journal de William Howard Russell, dans lequel il fait référence aux commérages autour de la « Première dame de la Propriété », Mary Todd Lincoln. Le titre fut popularisé en 1877 lorsque la journaliste Mary C. Ames appela Lucy Webb Hayes la « Première dame de la Propriété » lors de l'investiture de Rutherford B. Hayes. La couverture des activités de Lucy Hayes aida à propager le titre à l'extérieur de Washington. À partir des années 1930, il était devenu courant et commença à être employé dans d'autres pays.
L'épouse du vice-président des États-Unis est parfois désignée par le titre de deuxième dame des États-Unis mais il est beaucoup moins utilisé.

## Rôle de la Première dame

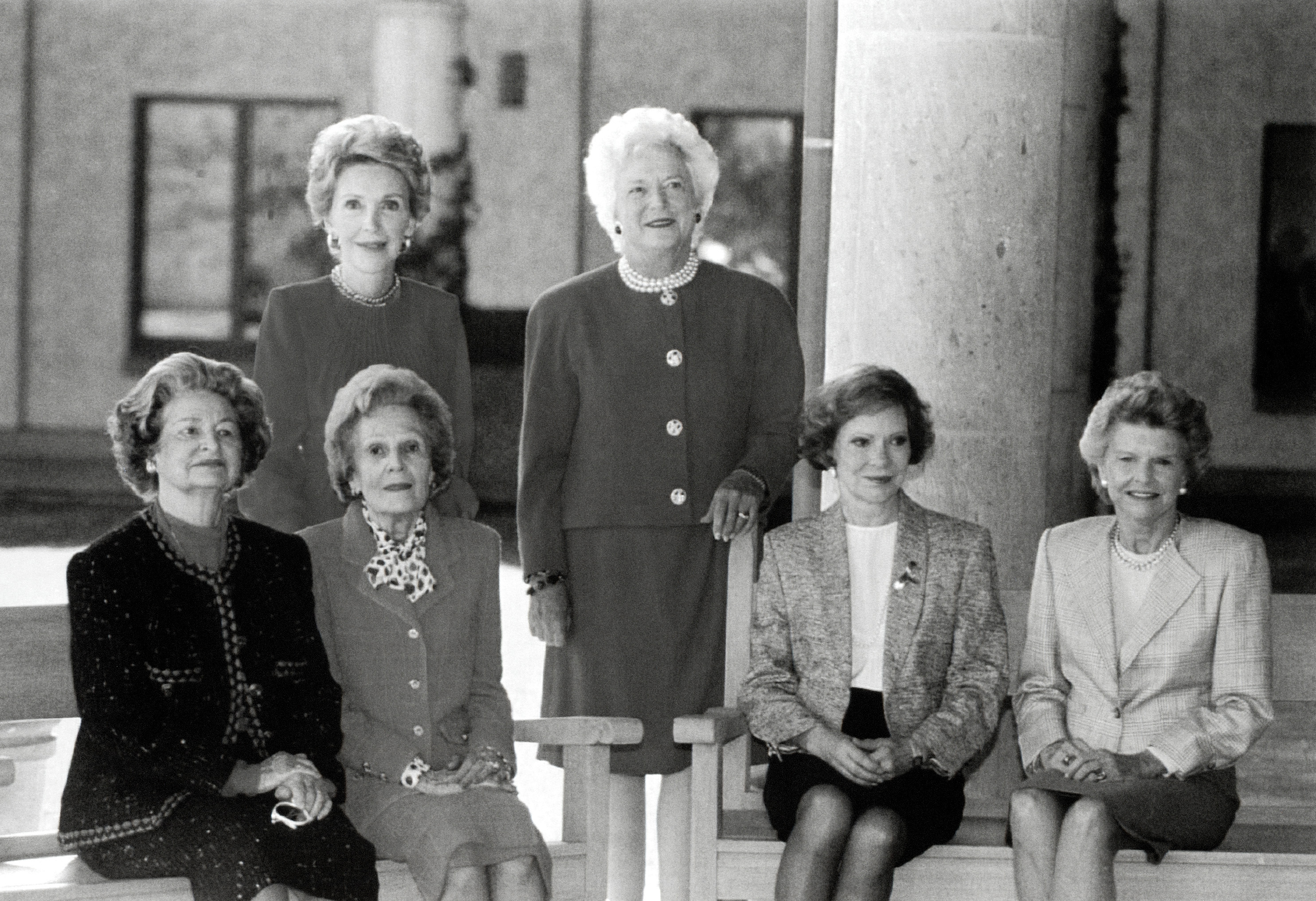
Photographie de six Premières dames des États-Unis avant l’ouverture de la bibliothèque présidentielle Reagan, en novembre 1991. Assises, de gauche à droite : Lady Bird Johnson, Pat Nixon, Rosalynn Carter et Betty Ford. Debout, de gauche à droite : Nancy Reagan et Barbara Bush.

La Première dame n'a officiellement aucune obligation et n'est pas rémunérée. Néanmoins, en pratique, elle dispose d'une position médiatique importante. Elle est principalement et avant tout l'hôtesse de la Maison-Blanche. Elle organise et participe à des cérémonies officielles avec ou en remplacement du président. 
Si la Première dame est le plus couramment l'épouse du président, son rôle est parfois occupé par une femme ayant un autre lien de parenté avec celui-ci (fille, belle-fille, nièce, sœur, cousine ou tante) : ce fut le cas pour environ deux douzaines de femmes (par exemple Harriet Lane, nièce de James Buchanan au milieu du XIXe siècle), alors souvent désignées comme « Premières dames de substitution » ou « hôtesses de la Maison blanche ». Il existe une forte tradition s'opposant à ce que la Première dame ait un emploi extérieur lorsqu'elle est hôtesse de la Maison-Blanche. 
La Première dame est de nos jours assistée d'une équipe. Depuis la loi du 2 novembre 1978, elle choisit un chef de cabinet (Chief of Staff to the First Lady), qui est nommé par le président aux fonctions d'assistant-adjoint et dirige une équipe d'une douzaine de personnes. 
La Première dame prend souvent en charge la gestion domestique de la Maison-Blanche et participe à la sauvegarde de son patrimoine avec le conservateur de la Maison-Blanche et le comité pour la préservation de la Maison-Blanche, dont elle est la présidente honoraire.

### Histoire
Les successives Première dames ont mené leur rôle différemment, selon leur personnalité, celle de leur mari et le contexte historique du mandat de ce dernier. Martha Washington et Abigail Adams devinrent célèbres lors de la Révolution américaine et étaient traitées comme si elles étaient des « dames » de la cour royale britannique. Dolley Madison s'engagea dans la protection des femmes et des orphelins, en s'habillant d'élégantes robes qui attirèrent l'attention de la presse et en risquant sa vie pour sauver des trésors inestimables lors de la guerre anglo-américaine de 1812. Elle devint un modèle pour presque toutes les Premières dames jusqu'à Eleanor Roosevelt. De 1825 à 1829, Louisa Adams déserte la Maison-Blanche, contrariée par la misogynie de son époux. De 1841 à 1842, Letitia Tyler est immobilisée dans un fauteuil roulant et occupe ses journées à lire la Bible. De 1853 à 1857, Jane Pierce se morfond de la mort de ses trois fils, écrivant même des lettres au benjamin. A contrario, Julia Grant se fait plus enjouée de 1869 à 1877, donnant de somptueuses réceptions, où elle reçoit des Afro-Américains, chose inédite pour l'époque. Frances Cleveland fait de même, apparaissant par ailleurs aux yeux des Américains comme une « icône de la mode ».
C'est surtout au XXe siècle que le rôle de la Première dame s'affirme. Handicapé par une maladie paralysante, le président Franklin D. Roosevelt ne pouvait pas facilement se déplacer dans le pays et c'est son épouse qui joua ce rôle. Elle signait des articles dans un hebdomadaire et produisit une émission de radio. Jacqueline Kennedy se fit remarquer en redécorant la Maison-Blanche, engageant de coûteux travaux. En 2011, Michelle Obama effectue une tournée au Botswana et en Afrique du Sud pour promouvoir l'éducation, rencontrant notamment Nelson Mandela ; elle y représente officiellement les États-Unis, la Maison-Blanche faisant remarquer que l’action de la Première dame était directement liée à la politique de l'administration de Barack Obama en Afrique

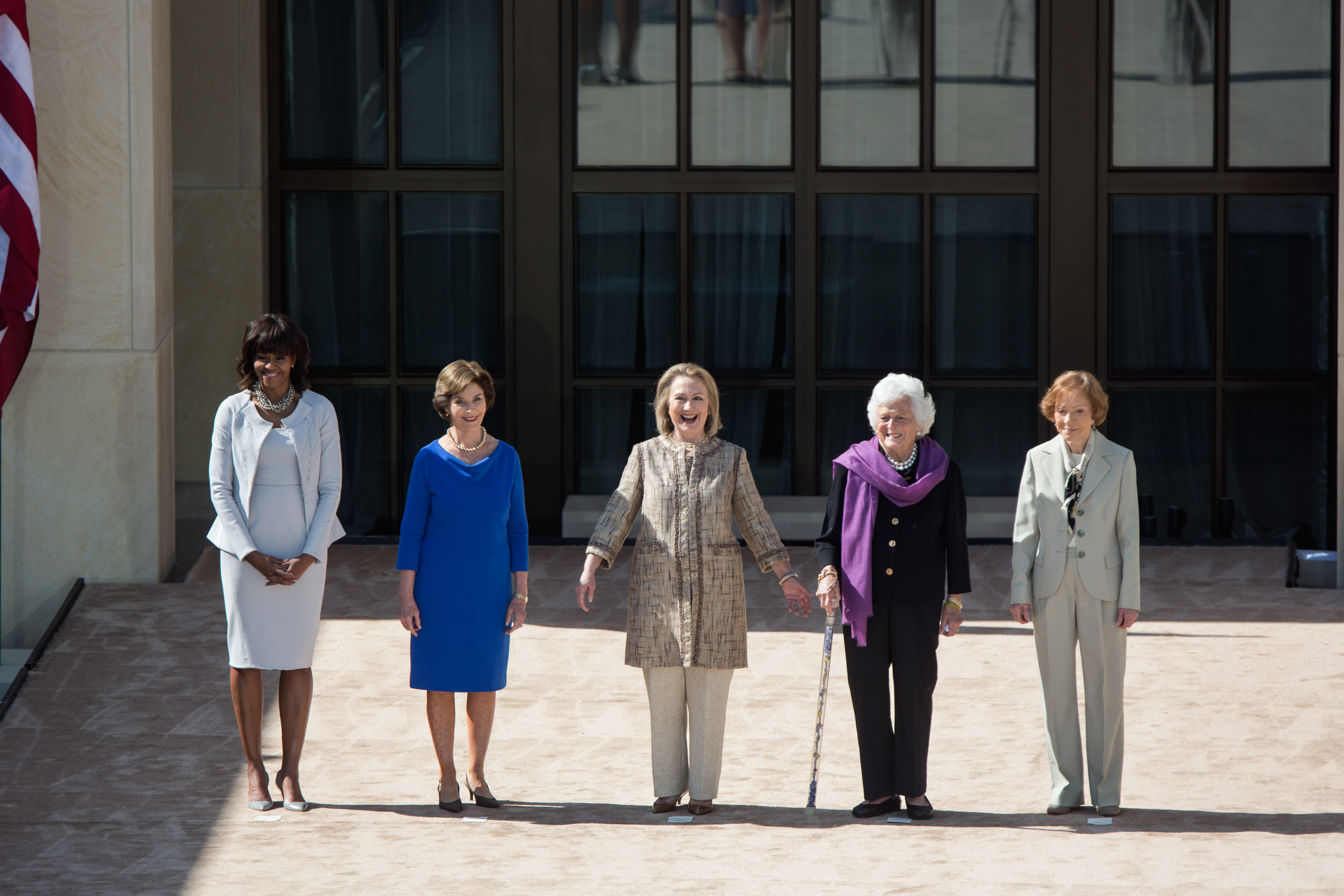
Les Premières dames (de gauche à droite) Michelle Obama, Laura Bush, Hillary Clinton, Barbara Bush, et Rosalynn Carter durant l'inauguration du George W. Bush Presidential Center en 2013.

La politologue Nicole Bacharan et l'écrivain Dominique Simonnet, auteurs d'un livre sur les Premières dames, notent que la considération pour celles-ci s’est accrue au fil du temps : « D'une certaine manière, elles reflètent l'histoire des femmes qui, petit à petit, revendiquent leur place dans la sphère publique ». Elles incarnent particulièrement leur époque, comme Dolley Madison, qui résiste depuis la Maison-Blanche à la menace de la guerre anglo-américaine de 1812 ou Jackie Kennedy, qui symbolise l'Américaine des années 1960, traditionnelle et moderne à la fois.

### Causes
Au cours du XXe siècle, il devint de plus en plus commun pour les Premières dames de spécifier les causes qu'elles promouvaient, généralement consensuelles. Lady Bird Johnson fut une pionnière de la protection de l'environnement ; Pat Nixon encouragea le volontarisme et voyagea souvent à l'étranger ; Betty Ford soutint les droits des femmes et les questions d'égalité ; Rosalynn Carter aida ceux atteints de handicaps mentaux ; Nancy Reagan lança la campagne anti-drogue Just Say No ; Barbara Bush promut l'alphabétisation ; Hillary Clinton chercha à réformer le système de santé américain et Laura Bush soutint les droits des femmes et encouragea l'alphabétisation des enfants. Michelle Obama s'est engagée dans l'éducation alimentaire des enfants, et Melania Trump contre le cyberharcèlement,.

### Influence politique et critiques
À l'époque contemporaine, les Premières dames sont connues dès la campagne présidentielle de leur époux, à laquelle elles participent souvent, faisant l'objet d'une médiatisation soutenue. Il est désormais communément admis que la campagne présidentielle d'un candidat masculin à la présidence des États-Unis ne se fait pas sans son épouse. Cette attention des médias se poursuit une fois arrivées à la Maison-Blanche. Scrutées par les journalistes, l'opposition politique et le public, les Premières peuvent en conséquence être l'objet de critiques, comme Nancy Reagan qui s'en lamente ainsi :

« Rien, mais absolument rien, ne vous prépare à être First Lady. Tout ce que je disais ou faisais, en tant que First Lady, épouse ou mère, était instantanément matière à critique, interprétation, seconde interprétation. Mes habits. Mes amis. Mes goûts. Ma relation avec mes enfants. La manière dont je regardais mon mari. »

Certaines Premières dames ont exercé une certaine influence politique en conseillant leurs époux ou en endossant des charges officielles, non sans susciter aussi des critiques. Ainsi, en 1941, en pleine Seconde Guerre mondiale, Eleanor Roosevelt prend la tête du Bureau de défense civile (Office of Civilian Defense), organe de sécurité mobilisé pour réagir en cas d'attaque. Devant l'opposition du Parti républicain et des médias, elle quitte cette fonction cinq mois après sa nomination.
Nicole Bacharan et Dominique Simonnet se sont particulièrement intéressés aux Premières dames qui ont eu un rôle politique, distinguant les « rebelles », comme la féministe et soutien des militants des droits civiques Eleanor Roosevelt, et celles qui ont construit un réel duo avec leur mari, comme Nancy Reagan, cette dernière ayant par ailleurs confié que la Première dame est la seule personnalité pouvant conseiller franchement le président sans crainte de représailles. Parmi les Premières dames ayant eu un rôle politique, on peut aussi citer Abigail Adams, qui donna son avis sur certaines nominations ministérielles et l'intérêt de mener une guerre, poussant aussi son mari à limiter la liberté de la presse, Edith Wilson, qui remplaça officieusement son époux malade à son poste et participa au refus américain d'adhérer à la Société des Nations, Jackie Kennedy, qui intervint sur la politique culturelle, Nancy Reagan, qui formait avec son mari un couple vraiment fusionnel et donna son avis sur des nominations de conseillers ou encore Hillary Clinton, qui fut plus influente que la plupart des ministres du cabinet présidentiel. Elle s'était ainsi installée dans l'aile Ouest de la Maison Blanche, centre du pouvoir exécutif. Laura Bush, sa successeure, se fit plus discrète. Et si Michelle Obama s'est engagée sur le sujet de l'obésité, elle est cependant restée à l'écart des affaires politiques ; à son arrivée à la Maison-Blanche, elle avait ainsi déclaré vouloir être une « maman en chef » en se consacrant à sa famille.
Les deux auteurs relèvent en définitive le paradoxe du rôle de la Première dame, au regard des attentes des Américains :

« La Première dame doit se montrer charmante sans avoir l'air narcissique, élégante sans paraître frivole, épouse dévouée mais pas soumise. On attend d'elle qu'elle soutienne la politique du président mais sans prendre d'initiatives, qu'elle soit une bonne conseillère sans être une éminence grise. Il lui faut encore apparaître en modèle, porter l'image de son pays, incarner son prestige, louer sa grandeur, sans usurper une fonction pour laquelle elle n'a pas été élue. Et puis aussi incarner la réussite familiale, s'occuper de ses enfants, jouer les hôtesses parfaites pour les invités prestigieux. La quadrature du cercle ! Si elle s'engage trop, on la soupçonne immédiatement d'accaparer un pouvoir qui ne lui échoit pas. Si elle se montre plus effacée, on l'accuse de ne pas tenir sa place et de ne pas être à la hauteur de sa fonction. En somme, on attend tout d’elle, et son contraire. »

## La question de l'équivalent masculin
Jusqu'à présent aucune femme, ni homme en couple avec un autre homme, n'a été président des États-Unis. Si cela arrivait, la loi n'a pas prévu le titre que porterait l'éventuel conjoint — qui servirait théoriquement comme hôte de la Maison-Blanche — même si la candidature d'Hillary Clinton aux primaires démocrates de l'élection présidentielle 2008 et à l'élection présidentielle de 2016 a relancé cette question ; de même que la candidature de Pete Buttigieg, homosexuel et marié, à la primaire démocrate de 2020. Il y a déjà eu plusieurs femmes gouverneurs d'États américains et leurs époux portent alors le titre de Premier gentilhomme (First Gentleman) ; Douglas Emhoff est, pendant le mandat de Kamala Harris à la vice-présidence, le premier à endosser le rôle de deuxième gentilhomme des États-Unis. Le titre de Premier gentilhomme a été envisagé pour l'époux d'une éventuelle présidente, mais rien de définitif n'a été adopté.

## Dans la culture populaire

### Réelles
- 1983 : dans la mini-série américaine Kennedy, Jackie Kennedy (rôle interprété par Blair Brown).
- 1991 : dans le film américain Y a-t-il un flic pour sauver le président ?, Barbara Bush (rôle interprété par Margery Ross).
- 1995 : dans le film américain Nixon, Pat Nixon (rôle interprété par Joan Allen).
- 2001 : dans la série télévisée américaine Bush Président, Laura Bush (rôle interprété par Carrie Quinn Dolin).
- 2007 : dans le film américain Benjamin Gates et le Livre des secrets, Mary Todd Lincoln (rôle interprété par Judy Renihan).
- 2008
  - Dans le film américain W. : L'Improbable Président, Laura Bush (rôle interprété par Elizabeth Banks) et Barbara Bush (rôle interprété par Ellen Burstyn).
  - Dans le film américain Frost/Nixon, l'heure de vérité, Pat Nixon (rôle interprété par Patty McCormack).
- 2009 : dans le film américain Black Dynamite, Pat Nixon (rôle interprété par Nicole Sullivan).
- 2011 : dans le téléfilm canadien Les Kennedy, Jackie Kennedy (rôle interprété par Katie Holmes).
- 2012
  - Dans le film américain Abraham Lincoln, chasseur de vampires, Mary Todd Lincoln (rôle interprété par Mary Elizabeth Winstead).
  - Dans le film américain Abraham Lincoln, tueur de zombies, Mary Todd Lincoln (rôle interprété par Debra Crittenden).
- 2013
  - Dans le film américain Lincoln, Mary Todd Lincoln (rôle interprété par Sally Field).
  - Dans le film américain Parkland, Jacqueline Kennedy (rôle interprété par Kat Steffens).
  - Dans le téléfilm américain Killing Kennedy, Jacqueline Kennedy (rôle interprété par Ginnifer Goodwin) et Lady Bird Johnson (rôle interprété par Antoinette LaVecchia).
  - Dans le film américain Week-end royal, Eleanor Roosevelt (rôle interprété par Olivia Williams).
  - Dans le film américain Le Majordome, Nancy Reagan (rôle interprété par Jane Fonda) et Jacqueline Kennedy (rôle interprété par Minka Kelly).
- 2017
  - Dans le film américain Jackie, Jackie Kennedy (rôle interprété par Natalie Portman).
  - Dans la série télévisée américano-britannique The Crown, Jackie Kennedy (rôle interprété par Jodi Balfour).
- 2019
  - Dans la série télévisée américano-britannique The Crown, Lady Bird Johnson (rôle interprété par Suzanne Kopser).
- 2020 : Dans la série d'animation Animaniacs, épisode 13 de la saison 1, Dot Warner interprète une chanson sur les Premières dames des États-Unis, à l'instar de l'ancienne série Animaniacs, qui avait aussi une chanson sur les présidents américains.
- 2022 : dans la série télévisée américaine The First Lady, Eleanor Roosevelt (rôle interprété par Gillian Anderson), Betty Ford (rôle interprété par Michelle Pfeiffer) et Michelle Obama (rôle interprété par Viola Davis).

### De fiction

#### Femmes
- 1993 : dans le film américain Président d'un jour, Ellen Mitchell, la Première dame des États-Unis, jouée par Sigourney Weaver.
- 1996
  - Dans le film américain Mars Attacks!, Marsha Dale, la Première dame des États-Unis, jouée par Glenn Close.
  - Dans le film américain Independence Day, Marilyn Whitmore, la Première dame des États-Unis. jouée Mary McDonnell.
- 1997 : dans le film américain Air Force One, Grace Marshall, la Première dame des États-Unis, jouée par Wendy Crewson.
- 1999-2006 : dans la série télévisée américaine À la Maison-Blanche, la Première dame des États-Unis Abbey Bartlet, jouée par Stockard Channing.
- 2004 : dans le roman Le Complot contre l'Amérique de Philip Roth, Anne Morrow Lindbergh[16].
- 2005-2006 : dans la série télévisée américaine Commander in Chief, l'ancienne Première dame des États-Unis Grace Bridges, jouée par Mary Page Keller.
- 2006
  - Dans la série américaine 24 Heures chrono (saison 5), Martha Logan, la Première dame des États-Unis, jouée par Jean Smart.
  - Dans le jeu vidéo américain Hitman: Blood Money, il est possible de tuer la Première dame des États-Unis dans le dernier niveau, « Funeral ».
  - Dans le film américain The Sentinel, Sarah Ballentine, la Première dame des États-Unis, jouée par Kim Basinger.
  - Dans le film américain Idiocracy, Rita, la Première dame des États-Unis, jouée par Maya Rudolph.
  - Dans le téléfilm américain Complot à la Maison-Blanche, la Première dame des États-Unis, jouée par Anne Archer.
- 2012 : dans la mini-série américaine Political Animals, l'ancienne Première dame des États-Unis, Elaine Barrish, jouée par Sigourney Weaver.
- 2012-2013 : dans la série télévisée américaine 1600 Penn, la Première dame des États-Unis, Emilie Nash Gilchrist, jouée par Jenna Elfman.
- 2013
  - Dans le film américain La Chute de la Maison-Blanche, Margaret Asher, la Première dame des États-Unis, jouée par Ashley Judd.
  - Dans le film américain White House Down, la Première dame des États-Unis, jouée par Garcelle Beauvais.
- 2012- 2015 : dans la série télévisée américaine Scandal, la Première dame des États-Unis Mellie Grant, jouée par Bellamy Young. En 2014 (saison 4, épisode 6), l'ancienne Première dame Bitsy Cooper, jouée par Carol Locatell. En 2015 (saison 5), Olivia Pope, jouée par Kerry Washington.
- Depuis 2013 : dans la série télévisée américaine House of Cards, la Première dame des États-Unis Patricia Walker, jouée par Joanna Going, puis Claire Underwood, jouée par Robin Wright.
- Depuis 2016 : dans la série télévisée américaine Designated Survivor, la Première dame des États-Unis Alex Kirkman, jouée par Natascha McElhone.
- Dans la mini-série américaine The Plot Against America (2020), la Première dame des États-Unis Anne Morrow Lindbergh, jouée par Caroline Kaplan.

#### Hommes
- 1964 : dans le film américain Kisses for My President, Thad McCloud, le Premier gentilhomme  des États-Unis, joué par Fred MacMurray.
- 1985 : dans la série américaine Hail to the Chief, Oliver Mansfield, le Premier gentilhomme des États-Unis, joué par Ted Bessell.
- 2008 : dans la série américaine Commander in Chief, Rod Calloway, le Premier gentilhomme des États-Unis, joué par Kyle Secor.
- 2009 : dans la série américaine 24 Heures chrono (saison 7), Henry Taylor, le Premier gentilhomme des États-Unis, joué par Colm Feore.
- 2019 : dans la série américaine Madam Secretary (saison 6), Henry McCord, le Premier gentilhomme des États-Unis, joué par Tim Daly.